# 6776 Dix
6776 Dix este un asteroid din centura principală de asteroizi.

## Descriere
6776 Dix este un asteroid din centura principală de asteroizi. A fost descoperit pe 6 aprilie 1989 la Tautenburg de Freimut Börngen. El prezintă o orbită caracterizată de o semiaxă mare de 2,58 ua, o excentricitate de 0,15 și o înclinație de 4,7° în raport cu ecliptica.